# خانوردي (مقاطعة دورود)
خانوردي (بالفارسية: خانوردی) هي قرية تقع في قسم جان الريفي (مقاطعة دورود) في إيران. يقدر عدد سكانها بـ 48 نسمة بحسب إحصاء 2016.